# 儀封縣
仪封县，中国旧县名。在今河南兰考县北。
初见《论语·八佾》。《释地续》云：“仪邑城乃卫西南境，距其国五百余里。”元置仪封县，属睢州。明朝洪武十五年（1382年），改属南陽府，后属开封府。洪武二十二年（1389年）二月，圯于黄河，县治徙往日楼村。清朝乾隆年间升为儀封廳。同治二年（1863年），仪封厅废入兰仪县，为仪封乡。